# Uadi Sikkak
El  Sikkak o uadi Sikkak es un pequeño río de Argelia, en la provincia de Orán. 
Pasa al este de Tlemcen y desemboca en el uadi Tafna.
Fue el lugar de la batalla de la Sikkak lograda por el general Bugeaud sobre las tropas de Abd el-Kader, el 6 de julio de 1836.